# Anairetes parulus
Anairetes parulus là một loài chim trong họ Tyrannidae.

## Hình ảnh

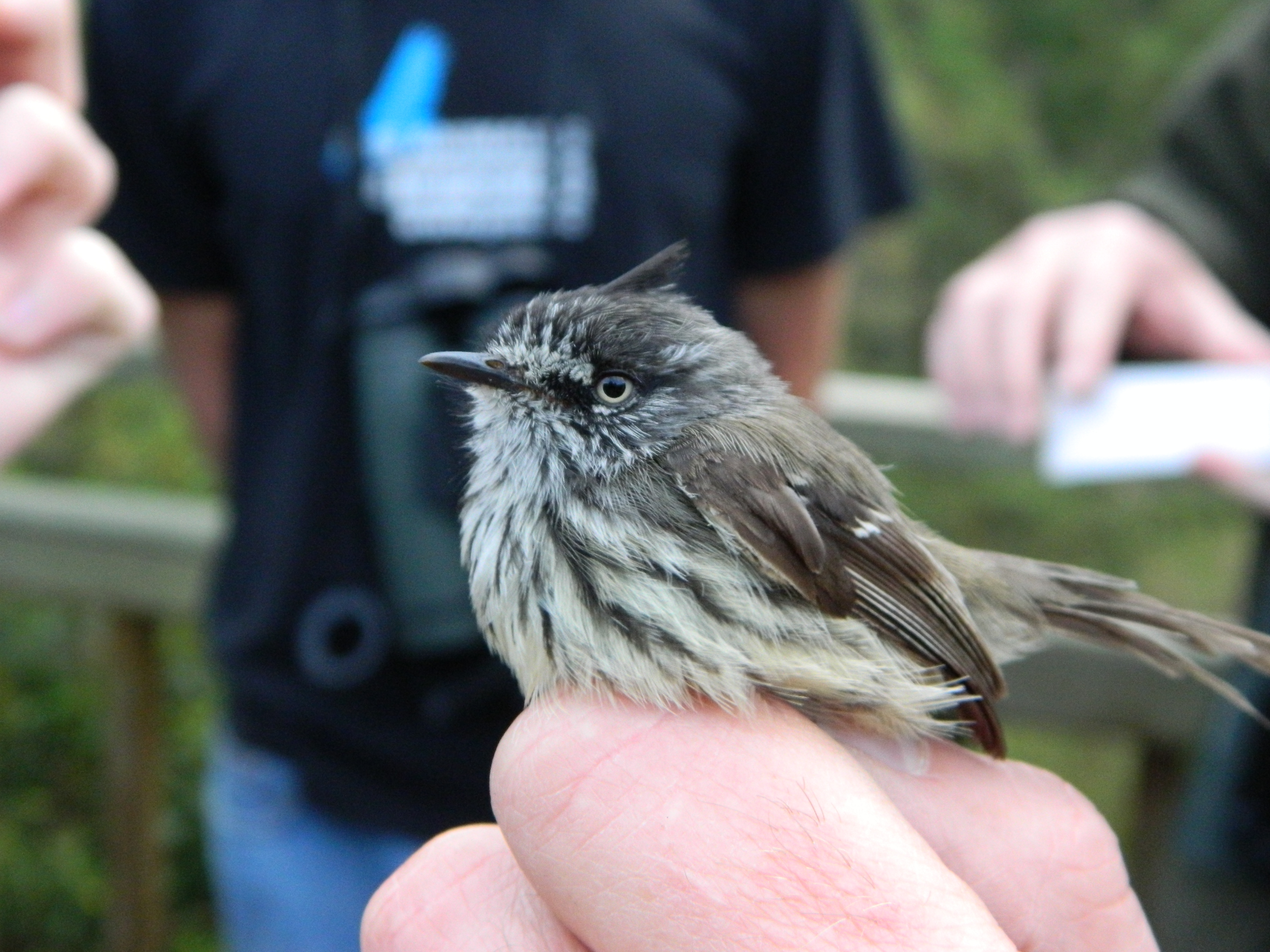
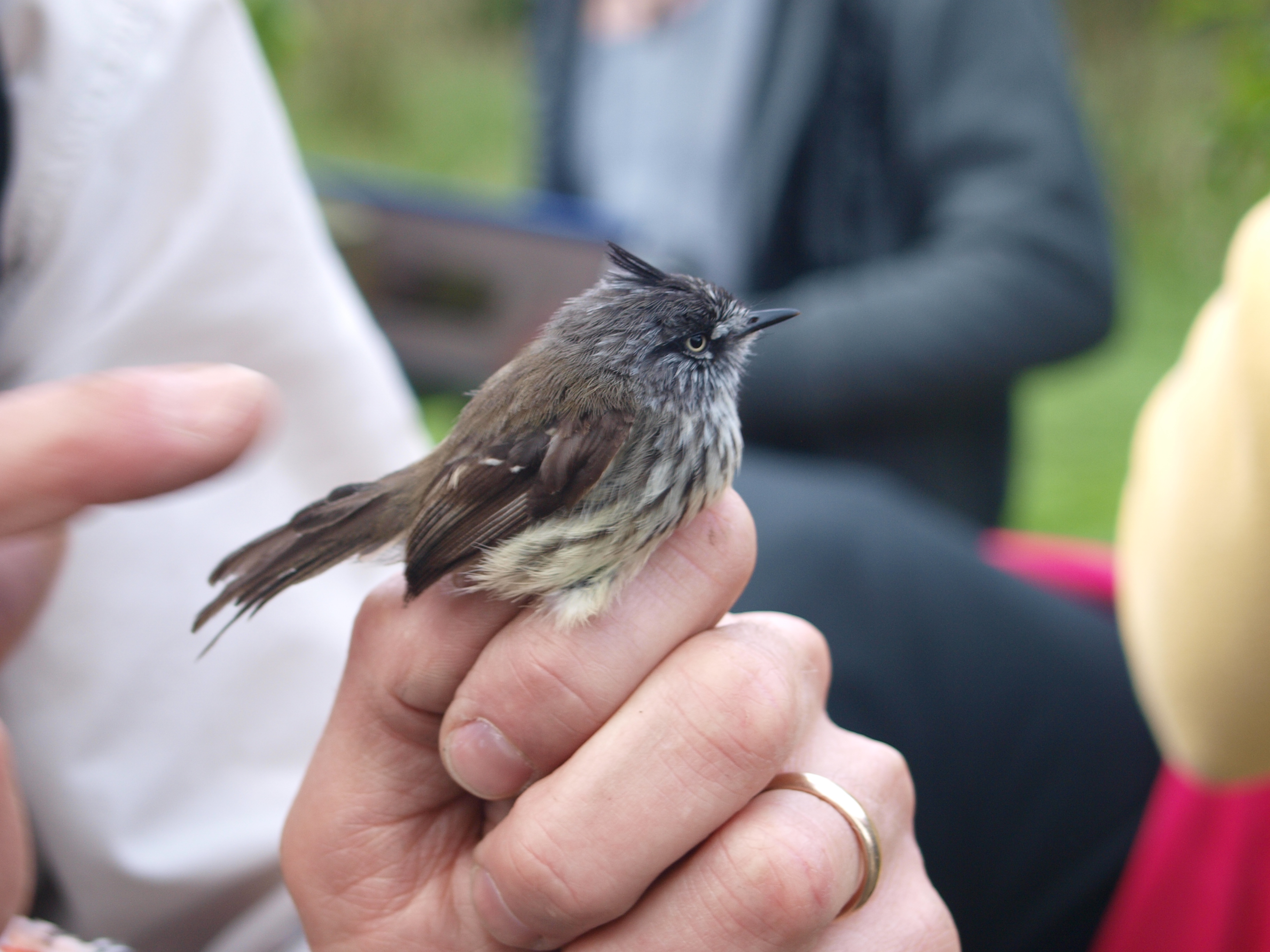
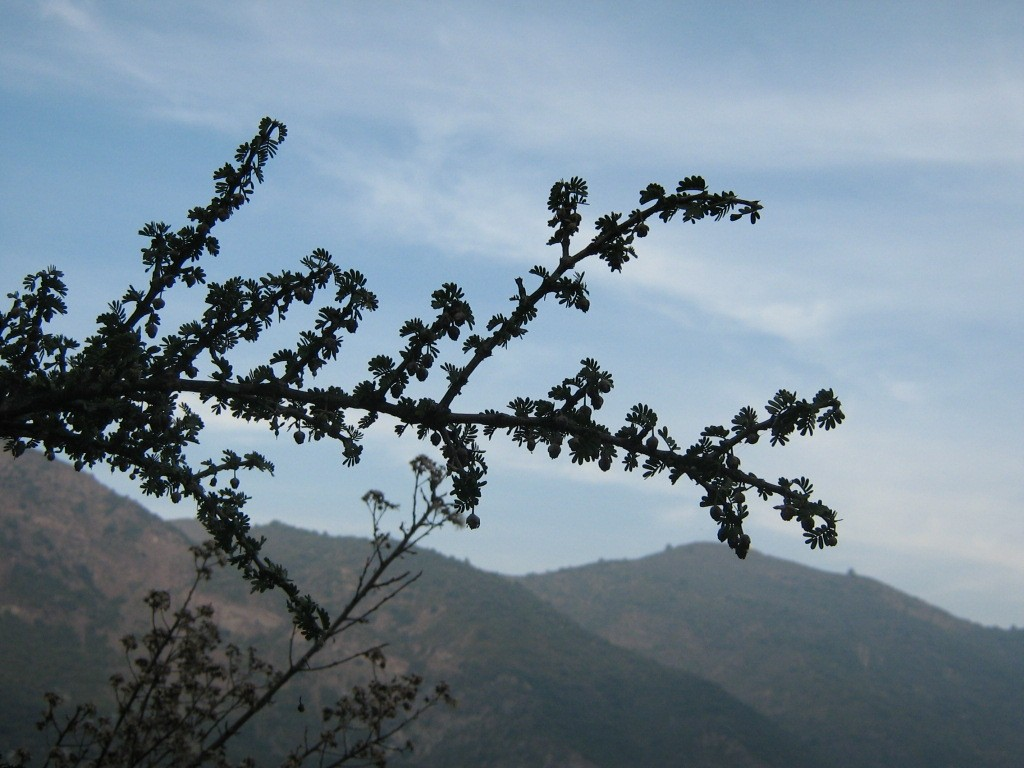